# Абрамов, Виталий Сергеевич
Вита́лий Серге́евич Абра́мов (род. 12 июля 1974, Караганда) — российский и казахстанский футболист, полузащитник. Выступал за национальную сборную Казахстана.

## Карьера

### Клубная
Воспитанник карагандинского футбола. Первый профессиональный контракт подписал в 17 лет с «Булатом» из Темиртау. Затем выступал за карагандинский «Шахтёр», в котором провёл 4 матча в первенстве СССР и 8 матчей в первом чемпионате Казахстана. В 1995 году дебютировал в Высшем дивизионе России в составе камышинского «Текстильщика». В 1996 году перешёл в волгоградский «Ротор», в котором становился серебряным и бронзовым призёром чемпионата России. После «Ротора» выступал за донецкий «Шахтёр», вместе с которым становился чемпионом и дважды серебряным призёром Высшей лиги Украины.
В 2007 играл за клуб «Буровик» (Жирновск) — в 6 играл забил 1 мяч.
С августа 2009 года выступал за курский «Авангард», куда перешёл после первого круга из воронежского «ФСА». После окончания сезона объявил о завершении своей футбольной карьеры.

### В сборной
Сыграл один матч в составе сборной Казахстана:
- 19 февраля 2004. Армения — Казахстан 3:3. 45 минут, был заменён[4]

## Достижения
- Серебряный призёр чемпионата России: 1997
- Бронзовый призёр чемпионата России: 1996
- Чемпион Украины: 2001/02
- Серебряный призёр чемпионата Украины: 1999/00, 2000/01
- Финалист Кубка Интертото: 1996
- В списке 33 лучших футболистов чемпионата России: № 3 (1997)

## Участие в еврокубках
- Кубок Интертото 1996: 8 игр, 3 гола
- Кубок УЕФА 1997/1998: 5 игр, 1 гол
- Кубок УЕФА 1998/1999: 2 игры, 1 гол